# 히가시오리오 신호장
히가시오리오 신호장(일본어: 東折尾信号場)은 일본 후쿠오카현 기타큐슈시 야하타니시구에 있는 규슈 여객철도 가고시마 본선의 신호장이다.

## 개요
전신은 화물역의 히가시오리오역이며, 오리오 조차장부터 시작해, 화물역을 지나 신호장이 되었다. 이전은 적은 남쪽은 서일본 철도 기타큐슈 선이 달리고 있어서, 같은 노선에 '진노하루 역(일본어: 陣の原電停)'이 존재했다. 현재는 폐지되어, 여객역의 진노하루 역(일본어: 陣原駅)이 대체역으로서 탄생되고 있어, 약 30.3km정도 구로사키 근처에 있다.

## 주변
- 지쿠호 전기 철도 구마니시 역
- 미쓰비시 화학 구로사키 사업소
- 미쓰비시 금속 구로사키 공장

## 역사
- 1952년 2월 1일 : 일본국유철도의 오리오 조차장 개설.
- 1961년 5월 1일 : 역으로 승격, 히가시오리오역 개업.
- 1984년 2월 1일 : 신호장으로 강격, 히가시오리오 신호장 개설.
- 1987년 4월 1일 : 일본국유철도 분할 민영화에 의해, 규슈 여객철도가 승계.

## 인접 역
| 가고시마 본선         | 가고시마 본선       | 가고시마 본선          |
| --------------------- | ------------------- | ---------------------- |
| 구로사키 모지 항 방면 | ■ 가고시마 본선     | 진노하루 가고시마 방면 |
| 후쿠호쿠유타카 선     |                     |                        |
| 구로사키 구로사키 역  | ■ 후쿠호쿠유타카 선 | 진노하루 하카타 방면   |